# Прокоп Сенявський
Прокоп Сенявський гербу Леліва (пом. лютий-березень 1566) — шляхтич, військовик, урядник Королівства Ягеллонів. Представник спольщеного українського шляхетського роду Сенявських гербу Леліва.

## Життєпис
Син Рафала зі Сеняви та його дружини Аґнешки Цебровської.
Подібно, зі старшими братами брав участь у битві під Лопушним (Вишнівцем). Перебував на дворі Яна Амора Тарновського, разом із братами брав участь в переможних битвах з татарами під Кам'янцем, Верестатинцем, Підгайцями, Меджибожем; в обороні Рогатина від турків 1524 року. Ймовірно, брав участь у битві під Обертином як доброволець, бо в реєстрах учасників не значиться. Під командуванням Яна Амора Тарновського брав участь у війні з Московією 1535 року. Ротмістр оборони поточної, стольник львівський з 1 березня 1544 року.
23 грудня 1529 року з братом Александером поділили спадок дідичних маєтностей, відокремлюючи їх від маєтностей найстаршого брата Миколая; став співвласником Сєняви із селами Горошна, Ходорківці, Рудки, Малківці, Полюхів у Львівському повіті, Луки — у Галицькому. Разом із братами мав «доживоття» на королівщинах: Баківці, Трибоківці, Репехів, Дворище, Любча (Любче), Жабокруки — у Львівському повіті; Войнилів, Довпотів (Дорогів), Томашівці, Верхня, Нягівці, Довге — у Галицькому. 4 квітня 1522 року отримав дозвіл на локацію міста Прокопів над річкою Сілкою (пол. Siołka) у Войнилівській волості з правом двох ярмарків. Також правом «доживоття» мав село Лани (Львівське староство) наданням Сігізмунда І; у грудні 1550 року Сігізмунд ІІ надав право дідичної власності. У липні 1550 року отримав «вічним дарунком» село та фільварок Острів із пусткою Демесківці в Галицькому старостві.
Помер у лютому-березні 1566 року; 16 березня є запис свідчень його вдови у львівському суді.

### Сім'я
Дружина — Анна, дочка ковальського каштеляна Марціна Остроруга зі Львувка. Діти:
- Марцін — сяноцький підкоморій
- Прокоп
- Уршуля — дружина Амброжия Памповского, познаньського воєводи Героніма Ґостомського.